# Кингияты
Кингияты, кунгияты (монг. хингият) — одно из племён средневековых коренных монголов. Представляют собой ответвление нирунов.

## История

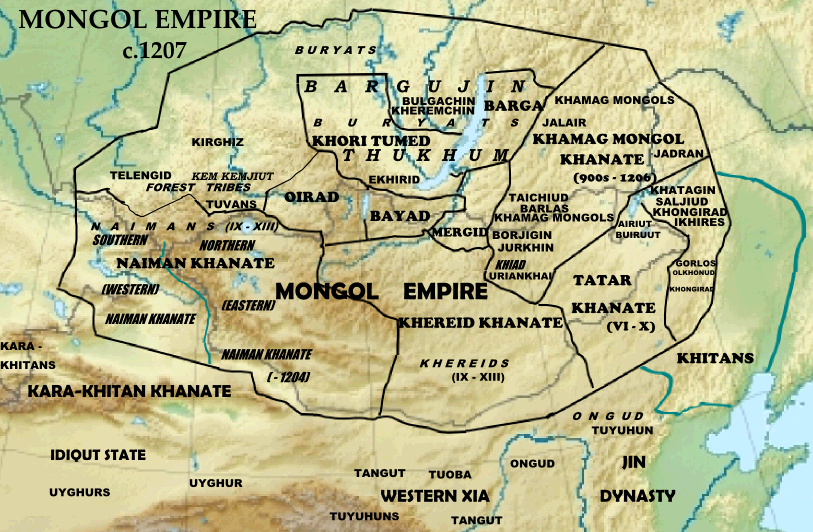
Монгольская империя в 1207 г.

Согласно «Сборнику летописей», кингияты принадлежали к числу племён нирун-монголов. Нируны состояли из следующих родов: катакин, салджиут, тайджиут, хартакан, сиджиут, чинос, который называют также нукуз, нуякин, урут, мангут, дурбан, баарин, барулас, хадаркин, джуръят, будат, дуклат, йисут, сукан, кингият, кият, юркин, чаншиут, ясар и борджигин.
Нирунами принято называть племена, которые произошли от трёх младших сыновей Алан-Гоа: Букун-Катаки, Букату-Салджи и Бодончара.
С формированием нирунов и в целом дарлекино-нирунской общности завершилось сложение основы современного монгольского народа, которая в научной литературе более известна как объединение родов и племён Трёхречья (истоков Онона, Керулена и Толы).
Данное объединение состояло из родственных между собой этнических групп. Цементирующей их основой был культ предков Бортэ-Чино и Бодончара, который прямо или опосредовано оказывал заметное влияние на формирование общих черт в культуре, быте, языке, мировоззрении населения.
Кингияты были в числе союзников Чингисхана. По сведениям из «Сборника летописей», в то время, когда Чингисхан «положил начало войне и сражениям с племенами тайджиутов, это племя из-за родственных отношений, которые оно имело [с ним], явилось к нему и примкнуло к его войску. Имя их предводителя было Даки-бахадур».
Кингияты, возглавляемые Даки-бахадуром, участвовали на стороне Чингисхана в Битве при Далан-Балджутах против войск Джамухи. Вместе с суканами они входили в состав двенадцатого куреня.
Некоторые исследователи отождествляют Даки-бахадура с Таки (Тахай-Баатуром) из племени сулдус, который упоминается в «Сокровенном сказании монголов». В «Сокровенном сказании» также упоминается Кингиядай (Кинкиядай) из племени олхонут, один из нойонов-тысячников Чингисхана.

## Этноним
Этноним кингият/кунгият некоторыми исследователями отождествляется с такими родовыми именами, как ханхас, ханьгя, гянги, кунгит и гунгит у монголов, кангат у тофаларов, ханкас, канкас у ногайцев (ойконимы Канкас, Кангаз, Конгаз), конгаз у буджакских татар, кункас (подрод кункас-иль-куль-мин рода куль-мин племени мин) у башкир, хангя, кангири у маньчжуров, кангагир, хангай у эвенков, род къанкъас племени кенегез объединения йетишкуьл караногайцев, кангалас у якутов. Предположительно, кингияты также вошли в состав азербайджанцев. Так в Азербайджане встречаются ойконимы Кюнгют, Кингит, Ашага-Кюнгют, Баш-Кюнгют. Ойконимы Кюнгют и Кингит также могут иметь связь с другим монгольским этнонимом кингит. С кингиятами, предположительно, связаны крымские ойконимы Кингат, Эски-Кангат в Кучук-Карасувском кадылыке, Кинган в Мангутском кадылыке, а также ойконим Конгаз в Буджаке.
Родовое имя ханхас упоминается в «Сокровенном сказании монголов». Ханхасы упоминаются в числе лесных племён, покорённых Джучи в 1207 г. При этом А. Очир описывая ханхасов, отрицает их связь с нирунами. Родовое имя ханхас в современной Монголии известно также в формах ханхад, ханхадууд, хангад. Согласно А. Очиру, имеющийся ныне в Хубсугульском аймаке сомон Ханх есть свидетельство того, что в древнее время эту территорию заселяли ханхады. В Монголии также зарегистрированы представители родов гэрүүд, зуун, шарнууд кости ханхадууд, а также носители таких родовых фамилий, как Ханхад, Ханхас, Ханхан, Хангад, Хангадууд.

## Родословная
Согласно «Сокровенному сказанию монголов», родословная племён, в отношении которых Рашид ад-Дин применяет имя нирун, восходит к легендарному предку монголов Бортэ-Чино, который переплыл море Тенгис и поселился у берегов реки Онон, на горе Бурхан-Халдун. Под морем Тенгис, согласно ряду источников, подразумевалось озеро Байкал.
Родословная нирунов выглядит следующим образом:
- Борте-Чино, родившийся по изволению Вышнего Неба. Супругой его была Гоа-Марал, потомком их был Бата-Чиган.
- Сын Бата-Чигана — Тамача.
- Сын Тамачи — Хоричар-Мерген.
- Сын Хоричар-Мергана — Аучжам-Бороул.
- Сын Аучжам-Бороула — Сали-Хачау.
- Сын Сали-Хачау — Еке-Нидун.
- Сын Еке-Нидуна — Сим-Сочи.
- Сын Сим-Сочи — Харчу.
- Сын Харчу — Борчжигидай-Мерган — был женат на Монголчжин-гоа.
- Сын Борчжигидай-Мергана — Тороголчжин-Баян — был женат на Борохчин-гоа.
- Сыновья Тороголчжина: Дува-Сохор и Добун-Мерган.
- Добун-Мерган женился на Алан-гоа, дочери Хори-Туматского Хорилартай-Мергана. Матерью Алан-гоа была Баргучжин-гоа, дочь правителя баргутов Бархудай-Мергана.
- Войдя в дом к Добун-Мергану, Алан-гоа родила двух сыновей. То были Бугунотай и Бельгунотай.
- После смерти Добун-Мергана, Алан-гоа, будучи безмужней, родила трех сыновей. То были: Бугу-Хадаги, Бухату-Салчжи и Бодончар-простак. По легенде, Алан-гоа забеременела от луча света. Согласно другой версии, их настоящим отцом был Маалих, Баяудаец[15].